# Solenopsis ilinei
Solenopsis ilinei é uma espécie de formiga do gênero Solenopsis, pertencente à subfamília Myrmicinae.